# SU-122
El SU-122 (en ruso: Samokhodnaya Ustanovka; Lit. Cañón Autopropulsado) fue un cañón autopropulsado soviético de peso medio equipado con un cañón Howitzer M1938 de 122 mm sobre el chasis de un tanque medio T-34, el vehículo se puede incluir en la clase de cañones de asalto (con algunas restricciones, también podía usarse como obús autopropulsado). Este vehículo se convirtió en uno de los primeros cañones autopropulsados desarrollados en la URSS, adoptados a la producción en masa. 
Se decidió construir el SU-122 tanto debido a la necesidad de simplificar el diseño del tanque T-34 en las duras condiciones militares de la URSS a mediados de 1942, como por el deseo de proporcionar tanques y unidades mecanizadas como un medio de apoyo de fuego poderoso y altamente móvil. 
El 30 de noviembre de 1942, en la Planta de Construcción de Maquinaria Pesada de los Urales, se completó la construcción del prototipo SU-122 y, debido a la falta de artillería autopropulsada, el SU-122 se puso en producción en masa en diciembre. En su proceso, el vehículo sufrió numerosas modificaciones asociadas con su apresurado diseño y puesta en producción. Finalmente, la producción del SU-122 finalizó en agosto de 1943 debido a su sustitución por el cazacarros SU-85 basados en el SU-122. Se construyeron un total de 640 SU-122.
El SU-122 apareció en el frente a principios de febrero de 1943 y participó con éxito en una operación del 54° Ejército en el área de Smerdyn como parte de los regimientos de artillería autopropulsada 1433 y 1434 en el Frente del Vóljov. El SU-122 se utilizó de forma más masiva en campañas ofensivas en la segunda mitad de 1943, pero incluso después de terminar su producción en masa, se utilizó activa y con éxito en batallas hasta el final de la Segunda Guerra Mundial.
Solo sobrevivió un ejemplar del SU-122, el cual se exhibe en el Museo de Blindados de Kúbinka, en el óblast de Moscú.

## Desarrollo
El Alto Mando soviético se interesó en armas de asalto, tras el éxito de los Panzerjäger y Sturmgeschütz III alemanes. Los cañones de asalto tenían algunas ventajas sobre los tanques. El no tener torreta abarató y aceleró su producción. Podía construirse con un compartimiento más grande y ser equipado con armas más grandes y poderosas en un mismo chasis. Sin embargo, los cañones de asalto solo podían apuntar sus armas girando todo el vehículo, y fueron por lo tanto menos aptos para el combate cuerpo a cuerpo contra los tanques.

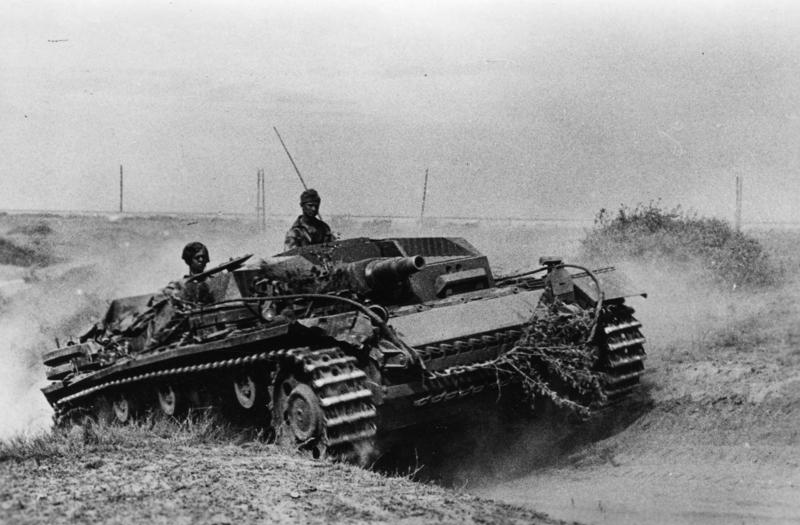
Un cañón de asalto alemán Sturmgeschütz III, de las primeras versiones

En abril de 1942, se pidió a las oficinas de diseño que desarrollaran varios cañones de asalto con diverso armamento: cañones de campaña divisionales M1942 (ZiS-3) de 76,2 mm y obuses M-30 de 122 mm para apoyo de infantería, y obuses ML-20 de 152 mm para atacar fortalezas enemigas.
Se desarrolló un prototipo de cañón de asalto, armado con un obús de 122 mm y construido sobre el chasis alemán Sturmgeschütz III, designado SG-122. Solo se completaron 10 de estos. La producción se detuvo cuando se descubrió que el vehículo era difícil de mantener y se consideró un diseño poco prometedor. 
Simultáneamente, también se desarrolló un cañón autopropulsado basado en el carro medio T-34. Inicialmente, el chasis del T-34 se seleccionó para el cañón F-34 de 76,2 mm, el mismo que montaba las primeras versiones de T-34. Este vehículo, el U-34, fue creado en el verano de 1942 en la oficina de diseño de Uralmashzavod, por N. W. Kurin y G. F. Ksjunin. Era un cazacarros con el mismo armamento que el T-34, pero sin torreta. El vehículo era 70 cm más bajo que un T-34, tenía un blindaje más grueso y era 2 toneladas más ligero. No entró en producción.

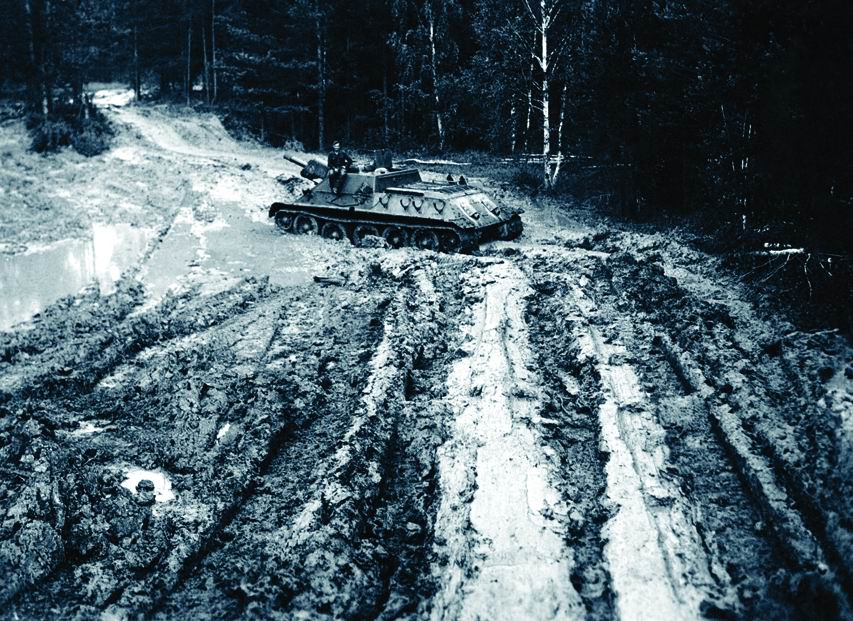
SU-122 en una pista de pruebas de la fábrica UZTM en julio de 1943 antes de entrar en producción

Luego, UZTM trabajó en la combinación de características del U-34 y el SG-122. El trabajo de diseño inicial se completó entre julio y agosto de 1942. El proyecto enfatizó la minimización de modificaciones en la plataforma y el obús. Utilizaba el mismo chasis, superestructura, motor y transmisión que el U-34 y estaba armado con el (entonces nuevo) obús M-30S de 122 mm de la  oficina de diseño de Fiódor Fiódorvich Petrov en  Sverdlovsk. Este vehículo también usó la misma cubierta de la caja de la pistola y los mismos soportes que el SG-122, para mantener bajos los costos y simplificar la producción. Tenía un blindaje frontal de 45 mm de espesor. El obús M-30S podía estar elevado o bajado entre -3° y +26° y tenía 10° de recorrido. La tripulación de cinco hombres estaba formada por un conductor, un artillero, un comandante y dos cargadores.
El 25 de noviembre de 1942, el primer prototipo del U-35 estaba listo. Las pruebas se llevaron a cabo del 30 de noviembre al 19 de diciembre de 1942 y descubrieron varios problemas en el diseño, incluida una elevación insuficiente, un mecanismo de transferencia de proyectiles defectuoso, mala ventilación para el compartimiento de la tripulación y el hecho de que el comandante tenía que ayudar a operar el arma, lo que le hizo incapaz de llevar a cabo con éxito sus funciones de líder. A pesar de estos problemas y deficiencias se decidió iniciar la producción en masa del U-35, como SU-35 (más tarde rebautizado como SU-122).
Los SU-122 de producción se basaron en un prototipo mejorado construido después de que se realizaron las pruebas. Incorporaron varias modificaciones, incluido un blindaje frontal ligeramente menos inclinado para facilitar la producción, diseño modificado del compartimiento de combate (se cambió la ubicación de los miembros de la tripulación y los bastidores de municiones), menos ranuras de visión y un periscopio para el comandante. Los primeros vehículos de producción se completaron antes de 1943.

## Características

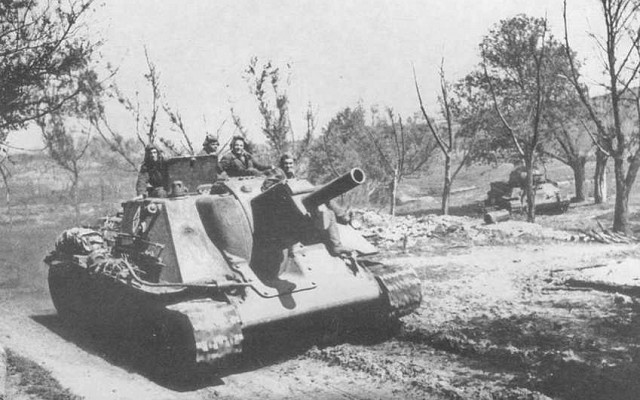
SU-122 en combate en 1943

El montaje del cañón autopropulsado SU-122 tenía el mismo diseño que todos los demás cañones autopropulsados soviéticos en serie durante la Segunda Guerra Mundial, con la excepción del SU-76. El casco completamente blindado se dividió en dos. La tripulación, el arma y las municiones estaban ubicadas al frente en la timonera blindada, que combinaba el compartimiento de combate y el compartimiento de control. El motor y la transmisión se instalaron en la parte trasera del vehículo. Tres miembros de la tripulación estaban a la izquierda del arma principal: frente al conductor, luego el artillero y detrás del cargador, y los otros dos, el comandante del vehículo y el comandante del castillo, a la derecha. Los tanques de combustible se ubicaron a lo largo de los lados entre los ejes de las unidades de suspensión de resortes individuales, incluso de aprovechó para este fin, en el espacio habitable del vehículo. Esto último tuvo un impacto negativo en la supervivencia de la tripulación en caso de un impacto de un proyectil enemigo.

### Casco Blindado
El casco blindado y el compartimiento de combate del SU-122 se soldaron a partir de placas de blindaje laminadas de 45, 40, 20 y 15 mm de espesor. La protección de la armadura está mal diferenciada, a prueba de cañones. Las placas de blindaje de la caseta se instalaron en ángulos de inclinación racionales. En el prototipo y los primeros cañones autopropulsados en serie, la parte frontal de la timonera se ensambló a partir de dos placas de blindaje en diferentes ángulos de inclinación, luego se reemplazó con una sola pieza instalada en un ángulo de 50° con respecto a la normal. Para facilitar el mantenimiento, las placas de blindaje sobre el motor eran desmontables y la parte superior de popa tenía bisagras. Se cortó una cantidad bastante grande de agujeros en el cuerpo para disparar armas personales, instalar los ejes y muñones de los equilibradores de suspensión, entrada de antena, cuellos de tanque de combustible, instrumentos de visualización y miras, drenar combustible y aceite.
Algunos de ellos estaban cerrados por tapas blindadas o tapones, los tubos de escape que salían por la parte superior de popa estaban protegidos por dos tapas blindadas. Los dispositivos de observación en las placas frontales y laterales de la timonera tenían visores blindados para su protección. Para proporcionar acceso a los componentes y ensamblajes del motor y la transmisión, se hicieron varias escotillas en el techo del compartimiento del motor, y se hizo una escotilla redonda grande con bisagras en la parte superior de popa. Se hicieron dos grandes agujeros en el techo de la timonera: para la torre de observación de la vista panorámica y la escotilla para la entrada y salida de la tripulación. Este último (sin contar la escotilla de escape en la parte inferior) era la única forma de salir del vehículo, ya que la escotilla del conductor, en la placa de blindaje frontal de la timonera, estaba destinada solo a la observación: el blindaje de los dispositivos de retroceso del obús no le permitía abrirse por completo. Esto hizo que fuera muy difícil evacuar a la tripulación del vehículo cuando este recibía un impacto.
A la cabina blindada y al casco se soldaron pasamanos para sujeción de soldados de infantería de apoyo, así como soportes y ménsulas para sujetar tanques de combustible adicionales y algunos elementos de un conjunto de repuestos, inventario y accesorios al vehículo. Sus otros componentes se almacenaron en guardabarros o en el compartimiento de combate de los vehículos.

### Armamento
El armamento principal del SU-122 era una modificación del obús divisional de 122 mm estriado M-30S. Las diferencias entre las partes oscilantes de las versiones autopropulsadas y remolcadas eran pequeñas, causadas por la necesidad de ajustar el arma para montarla en el estrecho compartimiento de combate del arma autopropulsada. En particular, desde el obús de campo M-30, se mantuvo la colocación de los mecanismos de guía del mecanismo de puntería, espaciados en diferentes lados del cañón, lo que requirió la presencia de dos artilleros en la tripulación. el cañón estaba montado sobre un pedestal, sostenido por una viga transversal a la derecha del plano de simetría longitudinal del vehículo. El obús M-30S tenía un cañón de calibre 22,7, el rango de disparo de fuego directo alcanzaba los 3,6 km, y el máximo alcance era de ocho kilómetros. El rango de ángulos de elevación fue de -3 ° a + 25 °, el sector de disparo horizontal se limitó a 20 °. El mecanismo rotatorio del cañón de tornillo, su volante estaba ubicado a la izquierda del cañón y fue reparado por el artillero. El mecanismo de elevación es de tipo sector con volante a la derecha del cañón, manejado por el comandante del vehículo. El descenso del obús era mecánico manual.
La carga de munición del arma era 40 (32-35 para las versiones anteriores), disparos. Los proyectiles y cargas propulsoras de los casquillos se colocaban a lo largo de los lados y en la pared trasera del compartimiento de combate. La velocidad de disparo del arma era de 2-3 disparos por minuto. La carga de munición podría incluir casi todos los proyectiles de obús de 122 mm, pero en la práctica, en la gran mayoría de los casos, solo se utilizaron de fragmentación y de alto explosivo. 
Para su autodefensa, la tripulación recibió dos subfusiles PPSh-41 con 21 discos (1.491 rondas) y 20 granadas de mano F-1. En algunos casos, se agregó a estas armas una pistola para disparar bengalas de señales.

### Motor
El SU-122 estaba propulsado por un motor diésel refrigerado por líquido de doce cilindros en V de cuatro tiempos V-2-34. Potencia máxima del motor: 500 CV desde. a 1800 rpm, nominal - 450 litros. desde. a 1750 rpm, en funcionamiento - 400 litros. desde. a 1700 rpm. El motor se ponía en marcha con un motor de arranque ST-700 con una capacidad de 15 litros o aire comprimido de dos cilindros. El motor diésel V-2-34 estaba equipado con dos filtros de aire del tipo "Cyclone", dos radiadores tubulares del sistema de enfriamiento del motor se instalaron a cada lado del mismo. Los tanques de combustible internos en el SU-122 se ubicaron a lo largo de los lados del casco, en los intervalos entre las carcasas de los resortes de suspensión, su capacidad total fue de 500 litros. Además, el SU-122 estaba equipado con cuatro tanques de combustible cilíndricos adicionales externos, dos a lo largo de los lados del compartimiento del motor y no conectados con el sistema de combustible del motor. Cada uno de ellos tenía una capacidad de 90 litros de combustible. 
El suministro de combustible en los tanques internos fue suficiente para 600 km de recorrido por la carretera.

### Transmisión
El montaje de artillería autopropulsado SU-122 estaba equipado con una transmisión mecánica, que incluía:    
- Embrague principal multidisco de fricción seca "acero sobre acero";
- Caja de cambios de cinco velocidades con cambio constante (5 marchas adelante y 1 marcha atrás);
- Dos embragues laterales multidisco con fricción en seco "acero sobre acero" y frenos de banda con forros Ferodo;
- Dos mandos finales simples de una hilera.

Todos los accionamientos de control de la transmisión son mecánicos, el conductor controlaba el giro y el frenado del vehículo con dos palancas bajo ambas manos a ambos lados de su lugar de trabajo.

### Chasis
El chasis de la montura de artillería autopropulsada era casi idéntico al del tanque base T-34. En relación con un lado, constaba de 5 ruedas de carretera a dos aguas de gran diámetro (830 mm) con neumáticos de goma, una rueda motriz y un perezoso. No había rodillos de apoyo, la rama superior de la oruga descansaba sobre los rodillos de apoyo de la máquina. Las ruedas motrices de la cresta se ubicaron en la parte trasera y los perezosos con un mecanismo de tensión de la oruga se ubicaron en la parte delantera. La vía constaba de 72 vías de acero estampado con un ancho de 500 mm con una disposición alterna de vías con y sin cumbrera. Para mejorar la capacidad todo terreno, se podían instalar orejetas de varios diseños en las vías, atornilladas a cada cuarta o sexta vía.

### Equipo contra incendios
El SU-122 estaba equipado con un extintor de incendios portátil de tetracloruro, estándar para los vehículos blindados soviéticos. La extinción de un incendio en un vehículo tenía que realizarse con máscaras de gas: cuando el tetracloruro de carbono golpeó superficies calientes, tiene lugar una reacción química de reemplazo parcial del cloro con oxígeno atmosférico con la formación de fosgeno, una potente sustancia venenosa con un efecto sofocante.

### Dispositivos de observación y miras
La vista del obús M-30S sirvió como un panorama estándar de Hertz de la versión remolcada del cañón, equipado con un cable de extensión para la observación a través de la torreta de observación en el techo del vehículo. En batalla, el conductor usaba un dispositivo de visión periscópica en la tapa de la escotilla de inspección en las partes frontales blindadas de la timonera; en un ambiente de marcha tranquilo, esta escotilla podía abrirse ligeramente para observar directamente el entorno del vehículo. El lugar de trabajo del comandante estaba equipado con un visor panorámico instalado en el techo de la timonera. Se instalaron dispositivos de visualización espejados adicionales en las placas blindadas frontal, de popa y derecha de la timonera.

## Producción
|       | Producción del SU-122 | Producción del SU-122 | Producción del SU-122 | Producción del SU-122 | Producción del SU-122 | Producción del SU-122 | Producción del SU-122 | Producción del SU-122 | Producción del SU-122 | Producción del SU-122 | Producción del SU-122 | Producción del SU-122 | Producción del SU-122 |
| ----- | --------------------- | --------------------- | --------------------- | --------------------- | --------------------- | --------------------- | --------------------- | --------------------- | --------------------- | --------------------- | --------------------- | --------------------- | --------------------- |
|       | enero                 | febrero               | marzo                 | abril                 | mayo                  | junio                 | julio                 | agosto                | septiembre            | octubre               | noviembre             | diciembre             | Total                 |
| 1942  |                       |                       |                       |                       |                       |                       |                       |                       |                       |                       |                       | 25                    | 25                    |
| 1943  | 332                   | 100                   | 100                   | 75                    | 100                   | 100                   | 76                    | 32                    | 0                     | 0                     | 0                     | 0                     | 615                   |
| Total |                       |                       |                       |                       |                       |                       |                       |                       |                       |                       |                       |                       | 640                   |

En total se fabricaron alrededor de 640 vehículos. En julio de 1943, cuatro unidades se convirtieron en SU-85 I, SU-85 II, SU-122 III y SU 85-IV. Por lo tanto, solo se ensamblaron 636 unidades para los SU-122 estándar.

## Variantes
El SU-122 no tenía variantes que entraran en producción en masa. El chasis T-34 del SU-122 se adaptó aún más como parte del posterior cañón autopropulsado SU-85. Hacia el final de la serie de producción, se construyó un prototipo SU-122 con el mismo mantelete esférico que el SU-85.

### SU-122M
Incluso cuando el SU-122 se estaba produciendo en masa, su diseño se estaba refinando principalmente con miras a reducir los costos de producción. El cañón M-30S resultó poco adecuado para su propósito, a pesar de su recomendación previa por parte del comité de artillería GAU RKKA. El obús ocupaba mucho espacio y requería que tanto el comandante como el artillero lo operaran para disparar. Debido a esto, en enero de 1943, se comenzó a trabajar para equipar el SU-122 con un obús diferente.
El prototipo SU-122M fue construido en abril de 1943. Presentaba un compartimiento de combate más grande, así como una escotilla individual para el conductor. El obús M-30S, montado en el piso del vehículo, fue reemplazado por el obús D-11 más moderno (una variante del obús U-11). Sin embargo, el SU-122M no se puso en producción debido a la decisión de proceder con el SU-85. 

### SU-122-III
Otro intento de crear un sustituto mejorado del SU-122 tomó un chasis SU-85 y lo combinó con el obús D-6 de 122 mm, que era más liviano y más pequeño que el obús U-11. Esto no tuvo el éxito deseado, debido a la falta de fiabilidad del mecanismo de retroceso del obús y a sus pobres capacidades antitanque. Se canceló el proyecto de obuses autopropulsados de 122 mm.

## Historial de combate
Los primeros SU-122 producidos en diciembre de 1942 fueron enviados a centros de entrenamiento y dos nuevas unidades de combate, los regimientos de artillería autopropulsada 1433 y 1434. Inicialmente, cada uno de estos regimientos mixtos consistía en dos baterías con cuatro SU-122 cada una y cuatro baterías con cuatro cazatanques SU-76 cada una. Cada regimiento tenía un cazacarros SU-76 adicional como vehículo de mando. Se planeó equipar 30 regimientos de artillería autopropulsada operando dentro de cuerpos blindados y mecanizados.
En enero de 1943, los regimientos de artillería autopropulsada 1433 y 1434 fueron enviados al Frente del Vóljov cerca de Leningrado como parte del 54.º Ejército. El 14 de enero, entraron en combate por primera vez en la región de Smierdny. Después de eso, se decidió que los SU-122 deberían seguir entre 400 m y 600 m detrás de los tanques atacantes; a veces esta distancia se acorta a entre 200 m y 300 m.
El uso de cazacarros SU-76 junto con el SU-122 resultó infructuoso. Sobre la base de la experiencia de combate, se modificó la organización de los regimientos de artillería autopropulsada; la nueva organización del regimiento consistía en dos baterías de cazacarros SU-76 y tres baterías de SU-122, para un total de 20 cañones autopropulsados. En abril, la organización de los regimientos de artillería autopropulsada volvió a cambiar. Se crearon regimientos separados para los cazacarros SU-76 (regimiento de artillería autopropulsada ligera) y SU-122 (regimiento de artillería autopropulsada mediana).
Cada regimiento de artillería autopropulsada mediana constaba de cuatro baterías de cuatro SU-122 cada una. Cada regimiento también estaba equipado con un SU-122 o un T-34 adicional para el comandante y un vehículo blindado BA-64. Esta organización permaneció en su lugar hasta principios de 1944 cuando el SU-122 comenzó a ser reemplazado por los cañones autopropulsados pesados SU-152, ISU-122 e ISU-152 y los cazacarros SU-85.
El SU-122 demostró ser eficaz en su función prevista de fuego directo sobre las fortalezas. Según los informes, la conmoción cerebral masiva del proyectil de alto explosivo de 122 mm fue suficiente para volar la torreta incluso de un Tiger I si se lograba un impacto directo, un rasgo compartido con los obuses más grandes de 152 mm. En mayo de 1943 se introdujo un nuevo proyectil antitanque de carga hueca BP-460A; sin embargo, su diseño de ojiva primitiva era solo mínimamente más eficaz que los efectos de conmoción bruta del antiguo proyectil de alto explosivo. Sin embargo, como la mayoría de los obuses, la precisión del M-30 fue menor que la de las armas contemporáneas diseñadas para el papel antitanque.
Sin embargo, donde destacó el SU-122 fue en apoyo directo a la infantería donde sus poderosos proyectiles de alto explosivo de 122 mm aterrorizaron a las formaciones enemigas. El arma también demostró ser eficaz para desalojar o eliminar posiciones enemigas atrincheradas, incluso aquellas que se encontraban en fortificaciones.

## Usuarios
- Unión Soviética - 640 Uds en total
- Alemania Nazi - Un pequeño número de vehículos capturados renombrados como StuG SU122 (r)